# 個人賠償責任保険
個人賠償責任保険（こじんばいしょうせきにんほけん）とは、個人の日常生活や住宅の使用・管理等に起因して第三者の身体や財物に損害を与え、賠償責任を負担した場合の損害を包括的にカバーする賠償責任保険である。
単独の保険でなく、自動車保険、火災保険、傷害保険等の特約として、「日常生活賠償特約」、「個人賠償責任特約」等の名称のものがある。

## 総合的な補償内容
被保険者本人だけでなく、その同居の家族も含めて幅広い賠償事故を担保する総合的な補償内容となっているが、以下のものは対象から除かれる。
- 他人から預かった物や借りた物に対する賠償責任
受託物・借用物その物については、自分に管理責任があることから対象外。また、他人といっても知人・友人など身近な人間であることが多いことから、保険詐欺やモラルリスクを排除するという側面もある。
- 自動車の運行・管理等に関する賠償責任
四輪車だけでなく、自動二輪車・原付自転車も含めて、任意自動車保険との分野調整から対象外とされるが、自転車の運転による賠償事故は対象となる。
- 業務に関する賠償責任
仕事中の賠償事故は対象外となる。

## 包括的に被保険者を指定
個人の日常生活の安定のため、同居の親族など一定範囲を自動的に被保険者としている。